# Bulbul escatós
El bulbul escatós (Ixodia squamata; syn: Pycnonotus squamatus) és una espècie d'ocell de la família dels picnonòtids (Pycnonotidae). Es troba a Brunei, Indonèsia, Malàisia, Myanmar i Tailàndia. Els seus hàbitats principals són els boscos tropicals i subtropicals de frondoses humits de les terres baixes i les àrees forestals fortament degradades. El seu estat de conservació es considera de risc mínim.